# Колорадо Сити
Колорадо Сити (на английски: Colorado City) е град в окръг Мохаве, щата Аризона, САЩ. Колорадо Сити е с население от 4807 жители (2007) и обща площ от 27,2 km². Намира се на 1517 m надморска височина. ЗИП кодът му е 86021, а телефонният му код е 928.